# Zulu Nation

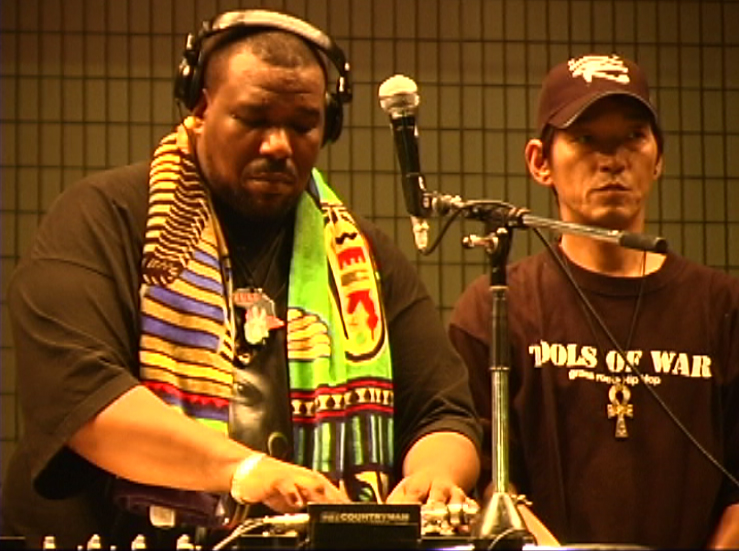
Afrika Bambaataa (a sinistra nella foto), fondatore dell'organizzazione.

La Universal Zulu Nation è un'organizzazione fondata nel 1973 dal rapper e disc jockey statunitense Afrika Bambaataa con lo scopo di fornire delle indicazioni etiche ai giovani che si avvicinavano alla cultura hip hop.

## Storia e punti cardine del movimento
Poiché il movimento Hip Hop nasce nelle strade, soprattutto dei ghetti e dei quartieri urbani più degradati, alcuni suoi rappresentanti hanno sentito la necessità di veicolare un messaggio positivo che arginasse piaghe sociali come la droga e il crimine, soprattutto tra i giovani.
Zulu Nation professa l'uguaglianza tra gli uomini, il rispetto per la madre terra, la giustizia universale, condanna il razzismo e l'odio, e crede che l'intero universo sia fondato sulla matematica. Il credo di Zulu Nation è articolato su 15 punti che si fondano sul sincretismo religioso tra la cultura del popolo Zulu (Amazulu) e il monoteismo professato dalle tre religioni abramitiche. Su questa base religiosa si innesta il concetto di "fattologia" (factology) che il movimento contrappone alle credenze (beliefs) delle altre religioni e che si traduce nella condanna di ogni devozione che conduca all'annullamento del ragionamento del singolo soggetto. Si incentiva, piuttosto, l'esercizio della ragione e del dubbio su ogni cosa compresi gli stessi libri sacri del movimento che sono la Bibbia e il Corano.

## Zulu Nation in Italia
Durante gli anni 1990 ci sono stati vari tentativi di creare un capitolo italiano della Zulu Nation. I rappresentanti italiani, tra i quali i The Next Diffusion (Maury B, Leftside e TheNextOne) di questa organizzazione, pur promuovendo eventi come gli "Zulu Party" e diffondendone la cultura, non sono però riusciti a raccogliere e consolidare adesioni rilevanti. Dal 2007 un nuovo gruppo di Zulus, guidati dal writer e artista hip hop Phase 2, ha rilanciato il capitolo italiano sotto il nome di Omega Zulu Maasai, formato da Twice, Stritti, Swift, Scacio, Tommy TooMe, Rockris, Nexus, 2Daze, Doppio, Shai, Masta5, e nominando come chapter leader "Queen Leva57". Dopo cinque anni di lavoro e organizzazione di eventi sotto il nome OZM, nel 2011 è arrivata l'ufficializzazione del nuovo capitolo italiano da parte del coordinamento di Universal Zulu Nation.